# Alexander Duncker
Alexander Friedrich Wilhelm Duncker (ur. 18 lutego 1813 w Berlinie, zm. 23 sierpnia 1897 tamże) – niemiecki wydawca, księgarz i pisarz. Oficer w armii pruskiej.
Był bratem Maximiliana, profesora historii i polityka; oraz Franza i Hermanna także polityków.

## Życiorys
Alexander był drugim synem znanego pruskiego wydawcy Carla Dunckera (współzałożyciela wydawnictwa Duncker & Humblot) i Fanny z domu Wolff. Wbrew zainteresowaniom braci, Alexander poszedł w ślady ojca: po odbyciu praktyk założył w 1837 własne wydawnictwo – Verlag Alexander Duncker, które specjalizowało się w literaturze beletrystycznej. W jego wydawnictwie karierę rozpoczynał m.in. Theodor Storm. Wydawca publikował też dzieła wielu sławnych osobistości, m.in.: Paula Heysego (laureata literackiej Nagrody Nobla w 1910), Karla von Holtei (znanego śląskiego pisarza i aktora teatralnego), Hermanna von Pückler-Muskau (podróżnika i projektanta Parku Mużakowskiego).
Mając w rodzinie aż trzech polityków, Alexander posiadał szerokie kontakty w sferach rządowych. Prowadził np. regularną korespondencję z królem Fryderykiem Wilhelmem IV, a po jego śmierci z cesarzem niemieckim Wilhelmem I. W 1841 otrzymał honorowy tytuł Królewskiego Nadwornego Księgarza. Alexander został także oficerem rezerwy w pruskiej armii i brał czynny udział w walach podczas trzech wojen: prusko-duńskiej w 1864, prusko-austriackiej w 1866 oraz francusko-pruskiej w 1870. Dosłużył się stopnia podpułkownika.
Alexander Duncker zmarł w Berlinie 23 sierpnia 1897 w wieku 84 lat.

## Publikacje
Wśród dzieł wydanych przez Dunckera szczególnie wyróżniają się dwie kolekcje:
- Die ländlichen Wohnsitze, Schlösser und Residenzen der ritterschaftlichen Grundbesitzer in der preußischen Monarchie nebst den Königlichen Familien-, Haus-Fideicommiss- und Schatull-Gütern in naturgetreuen, künstlerisch ausgeführten, farbigen Darstellungen nebst begleitendem Text von 1857 bis 1883 in seinem Verlag erschien[1] – zbiór 16 tomów, zawierający 960 kolorowych litografii w formacie 20x15 cm. Publikacja zawiera ok. 371 ilustracji pałaców i rezydencji w obecnych granicach Polski (w tym aż 227 z terenów Śląska Dolnego i Górnego);
- nieukończony do śmierci wydawcy zbiór korespondencji króla Fryderyka II Wielkiego – do 1897 wydano 29 tomów; do roku 1939 opublikowano kolejno tomy 30–46; projekt wznowiono w roku 2003 publikując tom 47.

Poza wspomnianymi wydanymi kolekcjami, sam Alexander także próbował swoich sił jako pisarz. Napisał m.in.:
- Die Patrioten. Nationales Drama in 3 Abtheilungen – 1851;
- Durch Nacht zum Licht. Ein Zeitgedicht – 1867;
- Abseits vom Wege. Gedichte eines Laien – 1877;
- nowela  Angiola Folimarino – 1886;
- nowela Ihr Bild – 1891;
- Die Schwalben. Eine Geschichte für Kinder – 1897.

## Wybrane litografie z kolekcji dworsko-pałacowej

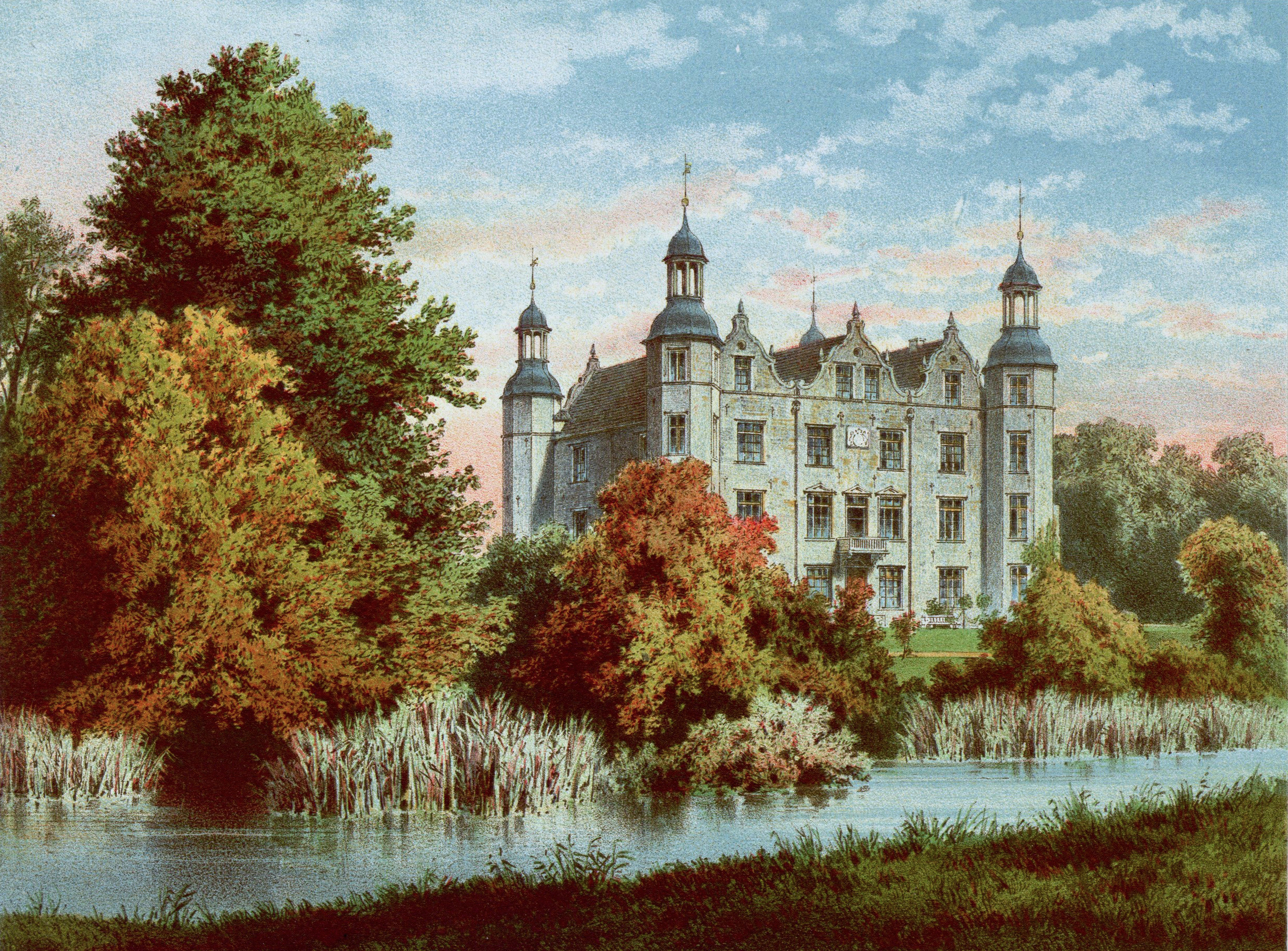
Zamek w Ahrensburgu
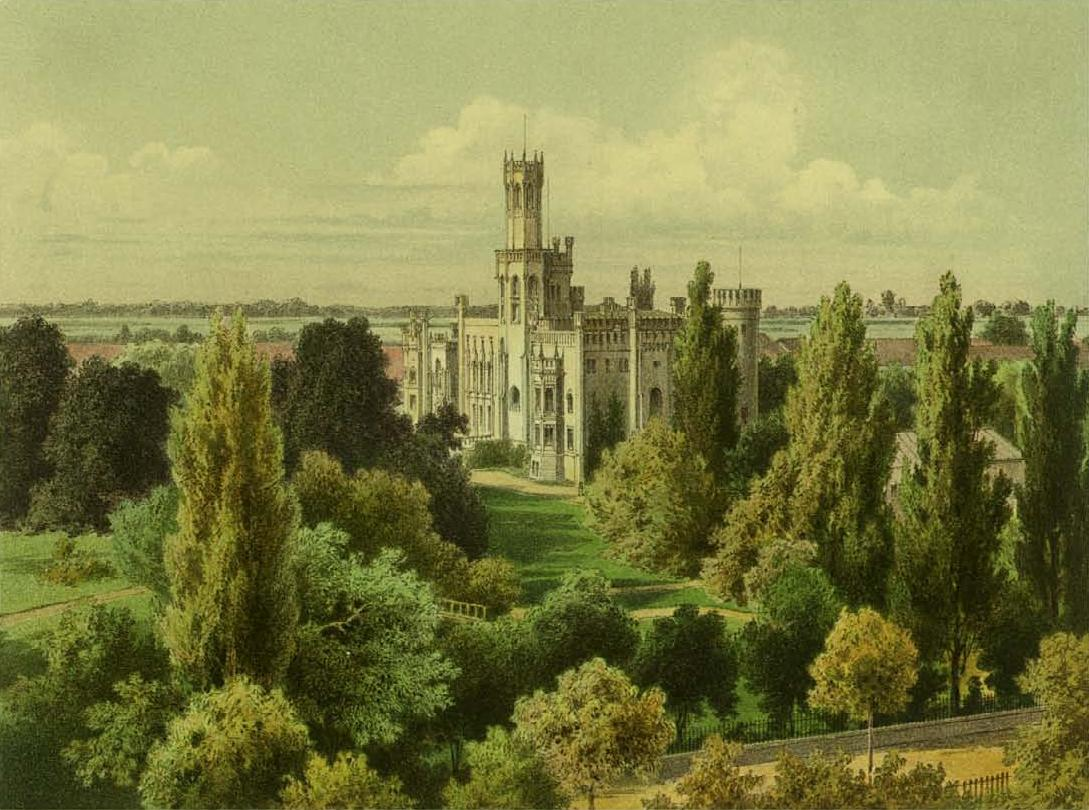
Pałac Wincklerów w Bytomiu-Miechowicach
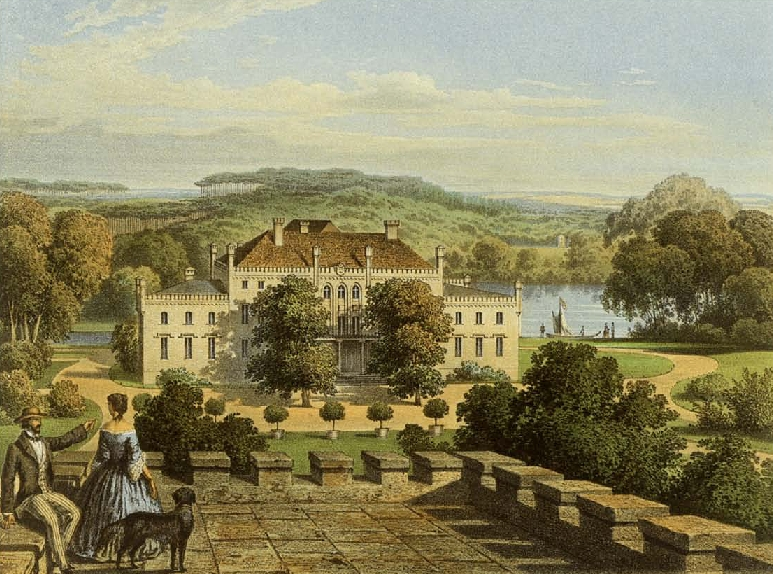
Pałac w Dolsku
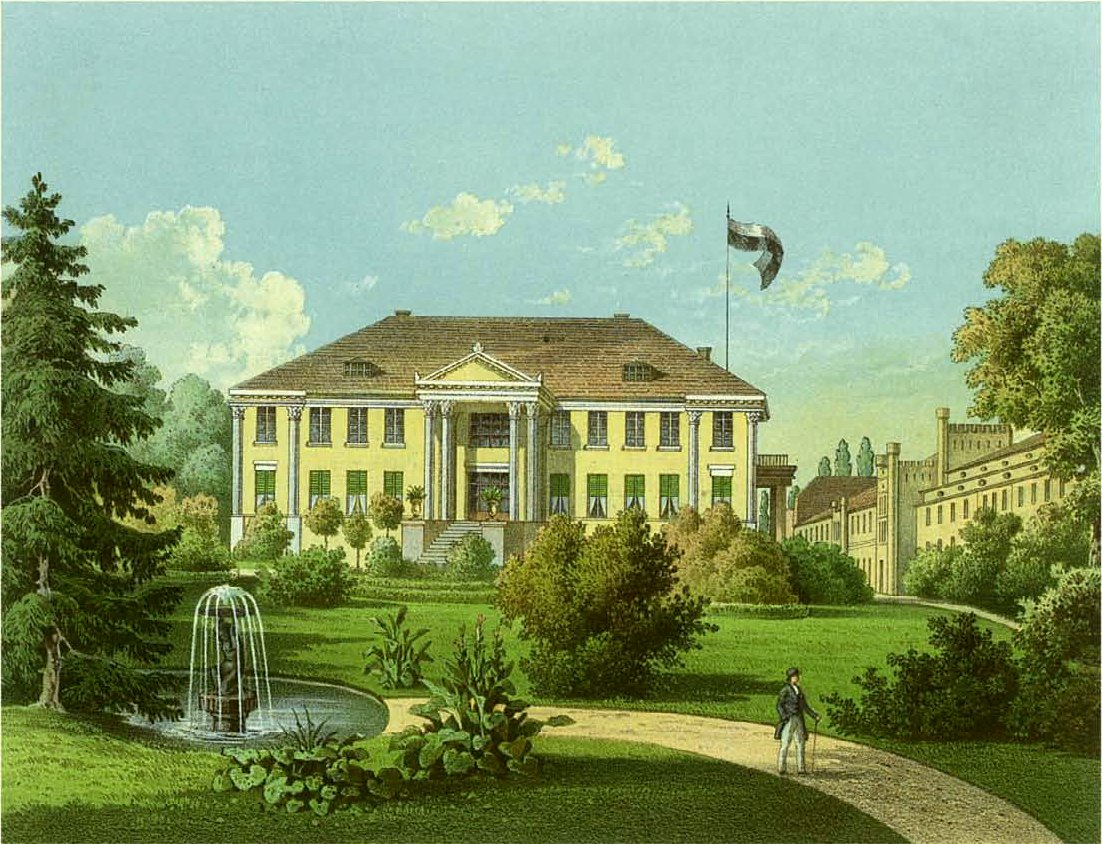
Dwór w Krzymowie
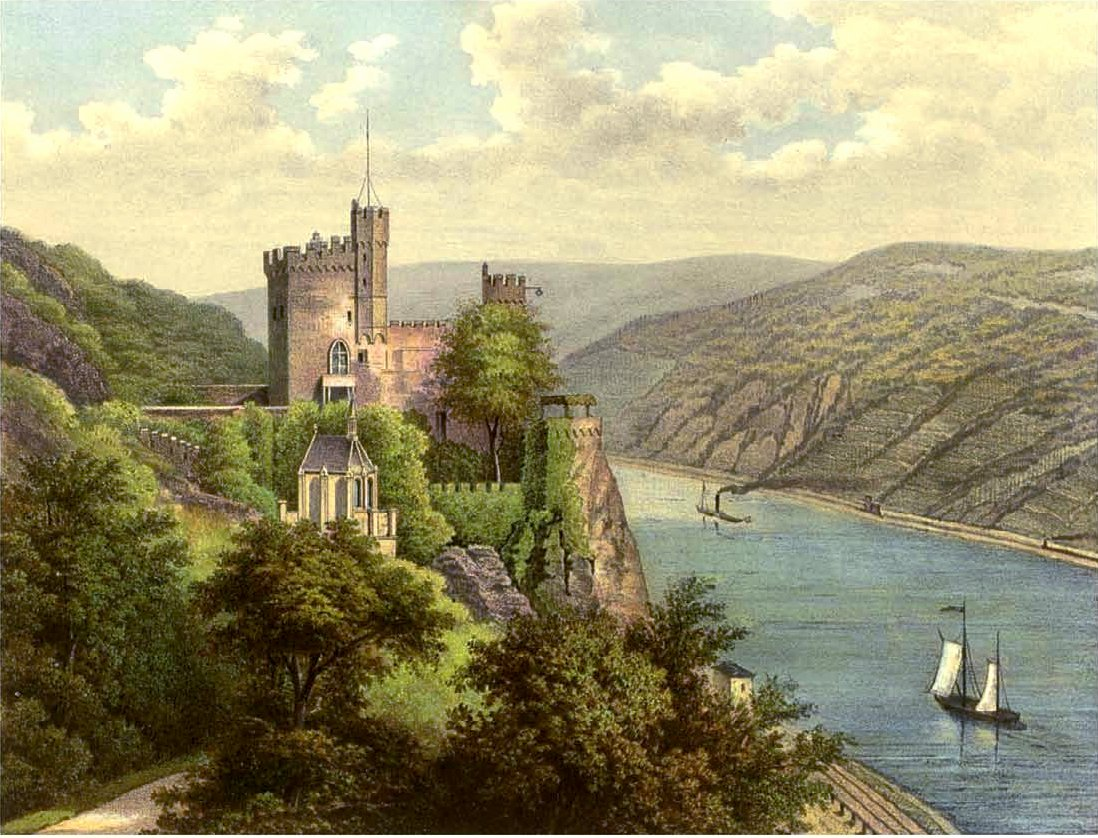
Zamek Rheinstein
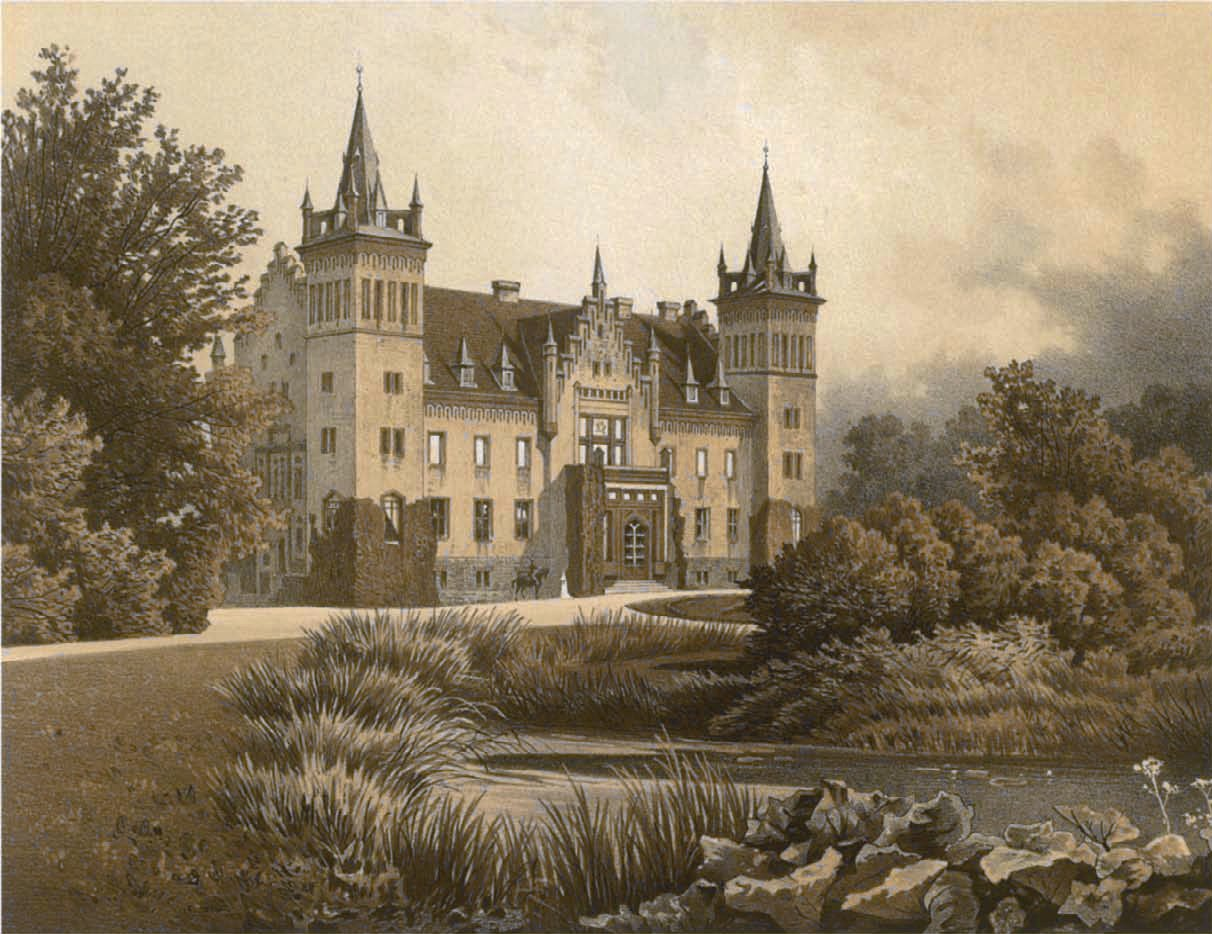
Pałac w Rozbitku
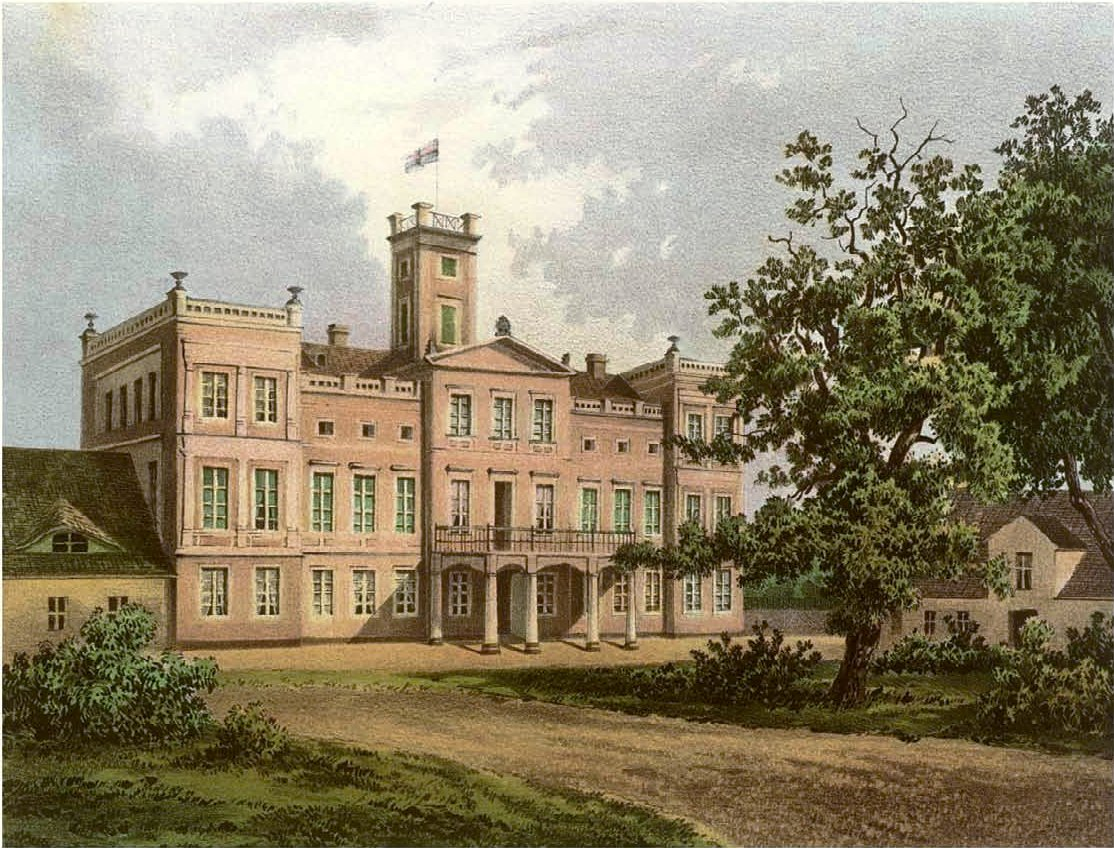
Pałac w Warnicach
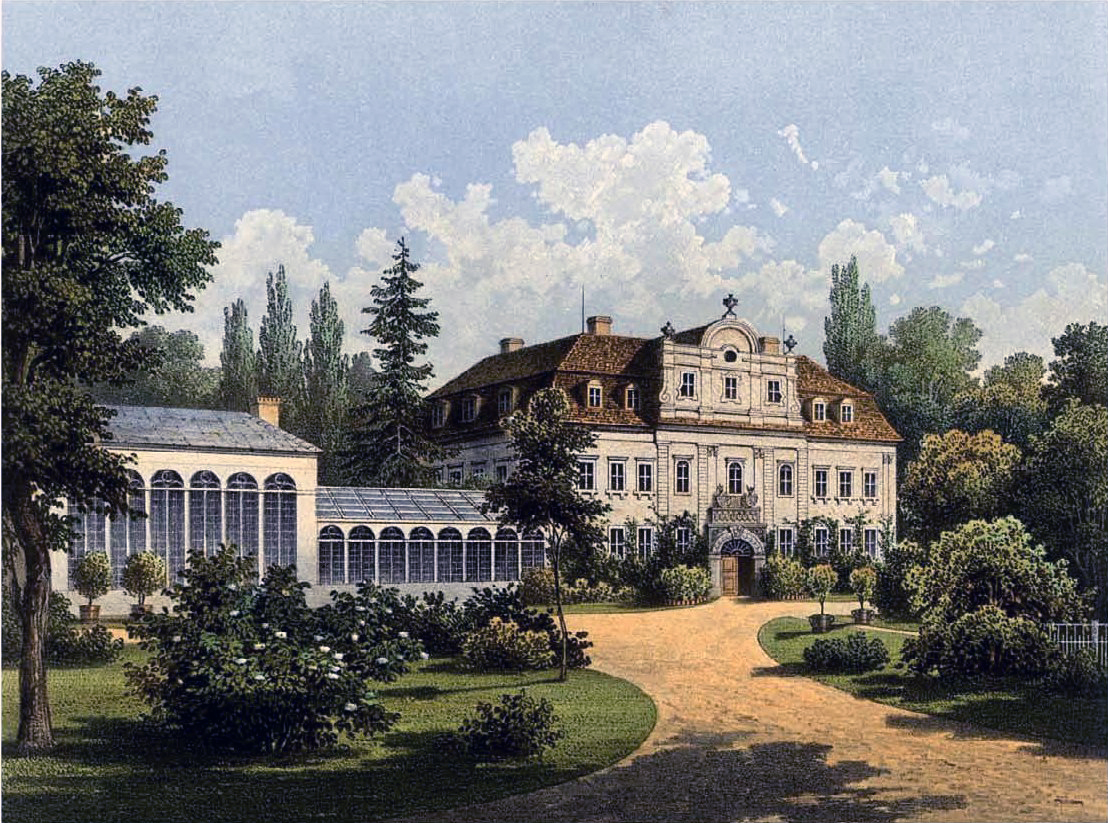
Pałac w Kietlinie
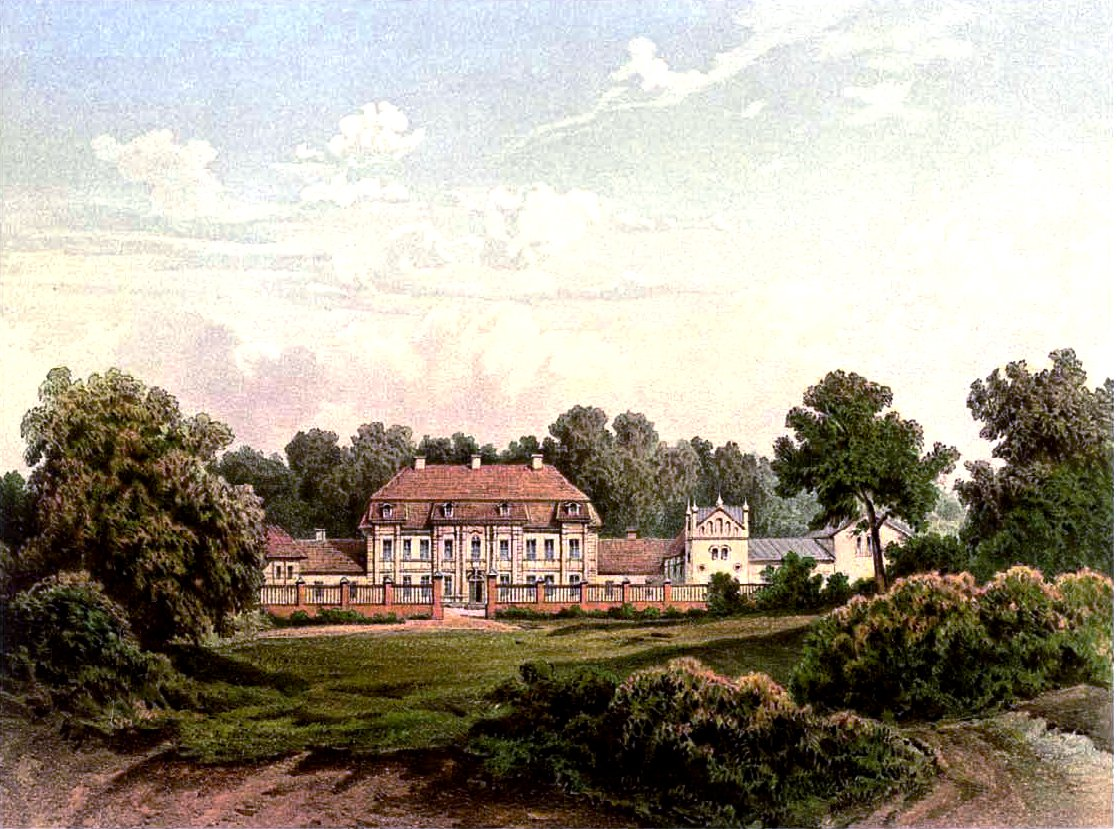
Pałac w Starogardzie – wygląd oryginalny z 1860 r. – obecnie ruina
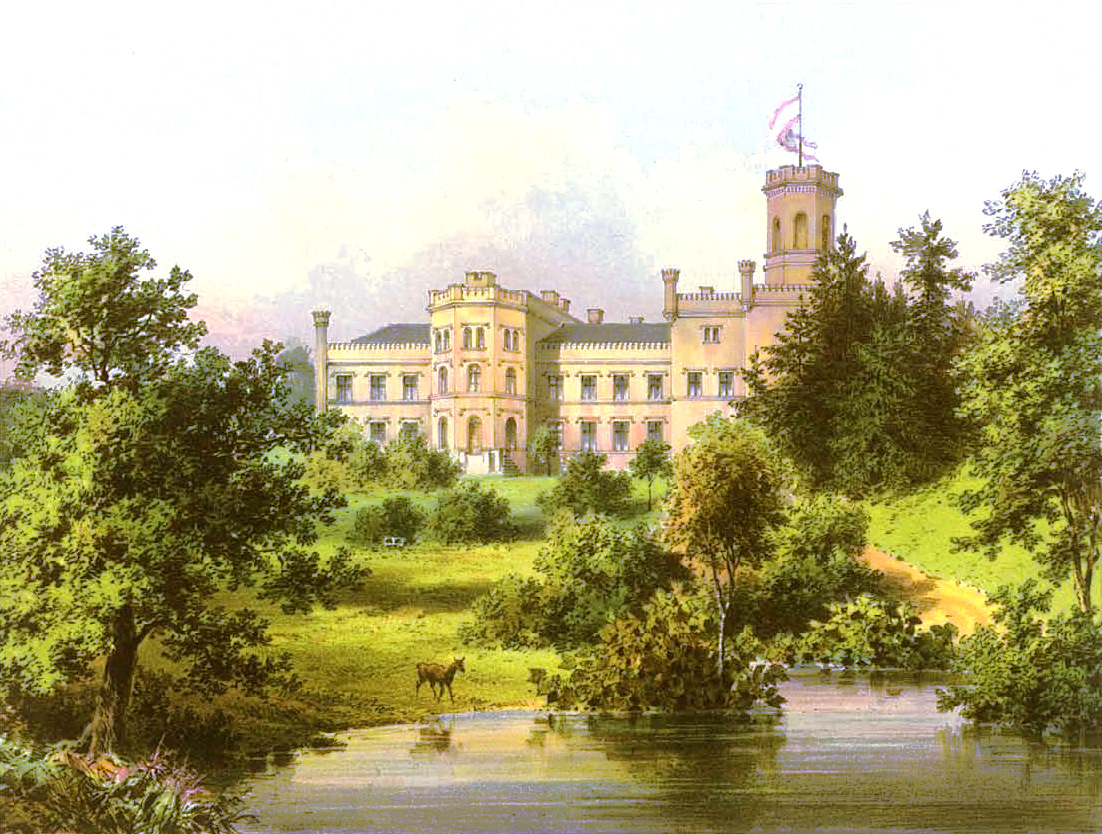
Pałac w Mierzęcinie